# Enséñame a susurrar: Caballos y otros poemas
Enséñame a susurrar: Caballos y otros poemas [en inglés: Teach Me How to Whisper: Horses and Other Poems] es una colección de poesía del poeta estadounidense nacido en Albania Gjekë Marinaj, publicada por Syracuse University Press el 15 de noviembre de 2023. Este libro, la primera colección de Marinaj traducida al inglés, explora temas como el hogar, el amor, el existencialismo y la condición humana.

## Descripción general
Enséñame a susurrar está dividido en nueve secciones: Hogar, Albania, Amor, Municiones, Aqueronte, Heroínas, Metafísica, Poetas y La Tierra.  Cada sección profundiza en diferentes aspectos de la vida y la filosofía, que reflejan la rica poesía de Marinaj y su sensibilidad hacia el mundo interno y externo. La vibrante cubierta roja del libro invita a los lectores a explorar la profundidad y amplitud de las emociones y experiencias humanas. 

## Estilo poético
El estilo poético de Marinaj se compone de metáforas herméticas. Emplea imágenes densas y simbólicas para transmitir verdades profundas a través de un lenguaje indirecto y en capas. Su obra combina tradiciones antiguas, folclore oral e ideas filosóficas y místicas, que abordan temas como el amor, la muerte, el exilio y el anhelo humano, al tiempo que emplea la hipérbole para crear imágenes vívidas que oscilan entre la grandeza y el ingenio.  Sus metáforas son a la vez personales y universales; invitan al lector al descubrimiento emocional e intelectual, con un tono que se mueve entre lo abstracto y lo personal, con símbolos complejos que requieren una interpretación cuidadosa.  Marinaj considera la poesía un medio de comprensión espiritual, donde el significado emerge no directamente, sino a través de la exploración simbólica y el descubrimiento de conexiones ocultas.  Los críticos han elogiado la originalidad y la naturaleza radical del estilo de Marinaj. World Literature Today destaca la novedad de su obra, señalando que “la radical novedad de los poemas surge de un reencuentro con la tradición”.  Antlers American y Poteau Daily News describen su poesía como “única”, enfatizan en su autenticidad.  En una reseña titulada “Del exilio al himno”, The Statesman compara la obra de Marinaj con la de Rabindranath Tagore, aunque señala que los poemas de amor de Marinaj se distinguen por ofrecer una inspiración más clara.  Expansive Poetry Online afirma: “Marinaj es tan diferente a la mayoría de los poetas de hoy que quizás un guía sería útil” para explicar “sus afirmaciones filosóficas y morales y su insistencia en que el contenido de la poesía es irremplazable en el mundo actual”.  Athenaeum Review reconoce que “…el libro sugiere” que “…el poeta es una criatura de singular nobleza y perspicacia”.  Different Truths señala que los poemas de Marinaj “fluyen a la perfección del albanés al inglés, capturando la esencia de su original”. 

## Recepción de la crítica
El libro recibió elogios de varios críticos literarios y académicos.    Wayne Miller, autor de The City, Our City, la describe como “un emocionante aporte a la literatura albanesa traducida y, en general, a la poesía mundial”. Angela De Leo, de DaBitanto, la elogia como “un faro para toda la humanidad y para los jóvenes que escribirán la historia—incluiso la historia literaria—del futuro próximo”.  La reseña en Apraksin Blues destaca la «reputación mundial» de Marinaj y su “sensibilidad hacia los mundos interiores y las otras realidades”. Different Truths enfatiza la exploración hacia la riqueza de la experiencia humana a lo largo de las nueve secciones del libro. 

## Premios y reconocimientos
- Premio Internacional de Poesía Mihai Eminescu de Rumania [16] [17]

- Premio al Libro de Poesía Lírica y Poética del Año 2024 (otorgado por la Coalición Universitaria de Corea del Sur, 12 de octubre de 2024) [18] [19]

## Autor
Gjekë Marinaj es un reconocido poeta, crítico literario, traductor y académico.   Nacido en Albania, el poema más célebre de Marinaj, "Caballos", desempeñó un papel importante en los movimientos democráticos de su tierra natal.  Ha recibido numerosos galardones internacionales, entre ellos dos Premios Insignia Nacional de la Asociación de Escritores de Vietnam, el Premio de Autor Internacional de Italia, el Premio de Poeta del Mundo de Uzbekistán, el Premio de Poeta Mundial de Bengala Occidental, el Premio ISISAR de la India por la búsqueda de la paz a través de la literatura y el Premio Literario Internacional Changwon KC de Corea del Sur.  Marinaj también ha sido nominado varias veces al Premio Nobel de Literatura.   

## Detalles de la publicación
- Editorial : Syracuse University Press
- Fecha de publicación : 15 de noviembre de 2023
- Idioma : Inglés
- Tapa blanda : 223 páginas
- ISBN-10 : 0815611633
- ISBN-13 : 978-0815611639
- Peso del artículo : 2,31 libras
- Dimensiones : 5 x 0,75 x 8 pulgadas